# جائزة ماليزيا الكبرى للدراجات النارية 2010
جائزة ماليزيا الكبرى للدراجات النارية 2010 هو سباق دراجات نارية أقيم بتاريخ 10 أكتوبر 2010 في حلبة سيبانغ الدولية. كان الجولة الخامسة عشر من أصل 18 في سباق الجائزة الكبرى للدراجات النارية موسم 2010. فاز الإيطالي فالنتينو روسي بفئة الموتو جي بي. فاز بفئة الموتو 2 الإيطالي روبرتو رولفو.

## وصلات خارجية
- الموقع الرسمي